# Valois de Forville
Cet article court présente un sujet plus développé dans : Albert Du Casse et Charles Valois.
Valois de Forville est le nom de plume collectif d'Albert Du Casse et Charles Valois, écrivains français auteurs, entre autres, de l'ouvrage Le Marquis de Pazaval (Paris, Michel Lévy frères, 1858).